# Cal·listo (mitologia)

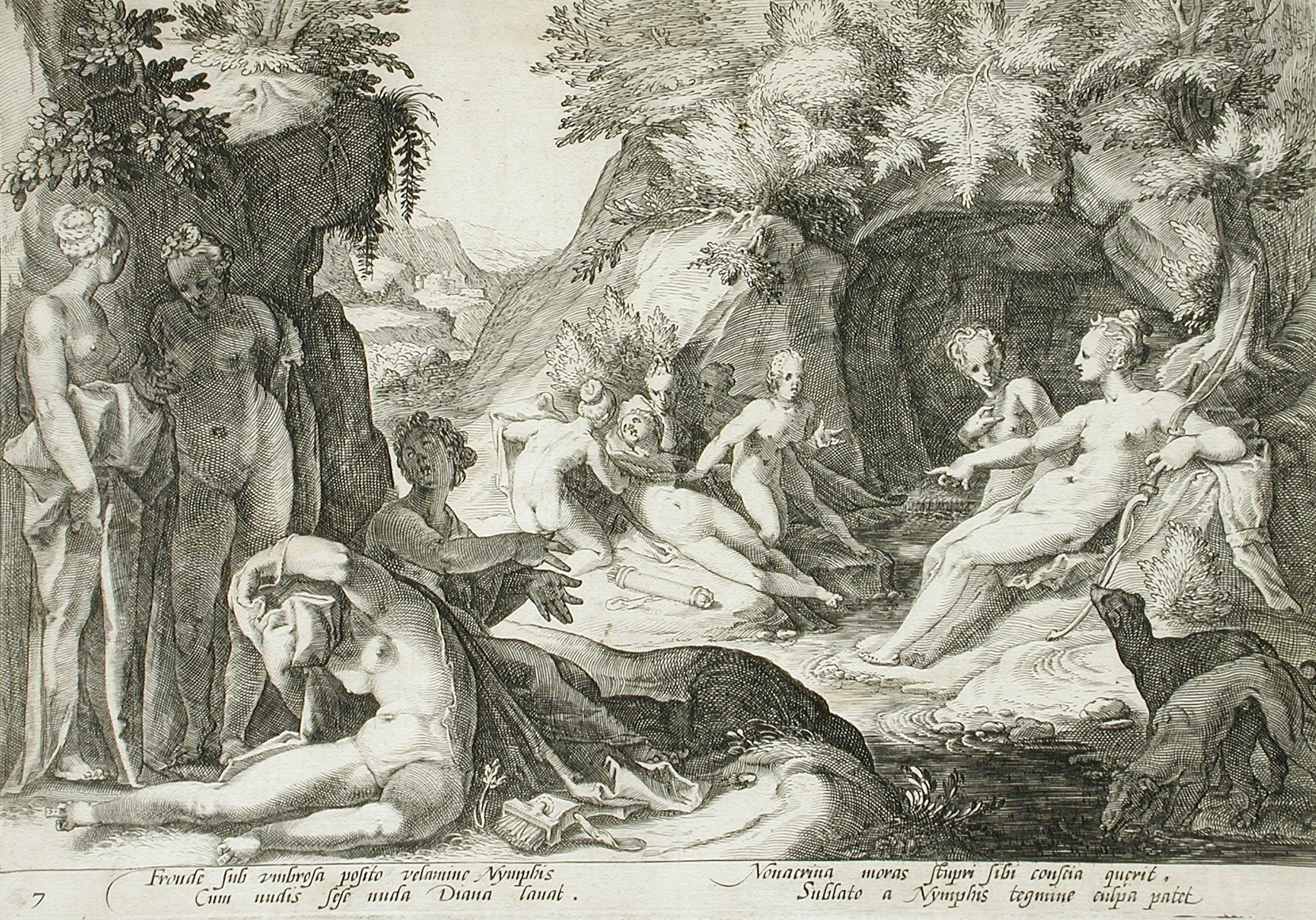
Àrtemis i les nimfes descobreixen Cal·listo embarassada

D'acord amb la mitologia grega, Cal·listo (en grec antic Καλλιστώ) va ser una nimfa del bosc, filla de Licàon o també de Nicteu.
S'havia consagrat a Àrtemis com a verge caçadora, i vivia a les muntanyes amb les seves companyes del seguici de la deessa. Zeus se n'enamorà i, per obtindre-la, adoptà la figura d'Àrtemis, perquè Cal·listo defugia tots els homes. Segons altres tradicions, va prendre la forma d'Apol·lo, el déu germà d'Àrtemis. D'aquesta unió va néixer Arcas. Cal·listo estava embarassada d'Arcas quan un dia les seves companyes amb Àrtemis van decidir de banyar-se en una font, i al desvestir-se es va descobrir la seva falta. Àrtemis, enfurismada, la va expulsar i la va transformar en ossa. Es deia també que la transformació l'havia provocat Hera, gelosa de Zeus, o també una prevenció de Zeus que va voler amagar la seva estimada i apartar-la així de la venjança de la seva dona. Però Hera la va descobrir i va persuadir Àrtemis perquè la matés amb una fletxa. O potser va ser Àrtemis que la va matar per no haver sabut guardar la seva virginitat. Zeus la va transformar en una constel·lació, l'Ossa Major. De vegades se li atribueix un segon fill a més d'Arcas, el déu Pan.